# 白銀市
白銀市（はくぎん-し）は、中華人民共和国甘粛省に位置する地級市。

## 地理
黄土高原と砂漠から構成される。海抜は1,275m~3,321m。年間降水量は110~352mmで非常に乾燥する。
年間蒸発量は2101mmで差し引き1800mm分の水が毎年奪われている。黄河は白銀市域を通って214kmを南北へ流れる。

## 行政区画
2市轄区・3県を管轄する。
- 市轄区：白銀区・平川区
- 県：靖遠県・会寧県・景泰県

| 白銀市の地図                                      |
| ------------------------------------------------- |
| 白銀区 平川区 靖遠県 （靖遠県飛地） 会寧県 景泰県 |

### 年表
この節の出典

#### 会寧分区
- 1949年10月1日 - 中華人民共和国甘粛省会寧分区が成立。定西県・楡中県・会寧県・靖遠県・静寧県・海原県・西吉県・景泰県が発足。(8県)
- 1949年12月 - 会寧分区が定西専区に改称。

#### 白銀市(第1次)
- 1958年4月11日 - 定西専区皋蘭県・靖遠県の各一部が合併し、白銀市が発足。(1市)
- 1958年10月25日 - 白銀市が定西専区に編入。

#### 白銀市(第2次)
- 1960年11月17日 - 定西専区白銀市が地級市の白銀市に昇格。(1市1県)
  - 定西専区靖遠県を編入。
- 1961年10月 - 石洞区を設置。(1区1県)
- 1961年12月15日 - 石洞区の一部が分立し、景泰県・皋蘭県が発足。(1区3県)
- 1962年6月9日 - 蘭州市永登県・安寧区の各一部が皋蘭県に編入。(1区3県)
- 1962年11月21日 - 石洞区が白銀区に改称。(1区3県)
- 1963年10月23日 
  - 皋蘭県・靖遠県が定西専区に編入。
  - 景泰県が武威専区に編入。
  - 白銀区が蘭州市に編入。

#### 白銀市(第3次)
- 1985年5月14日 - 蘭州市白銀区、定西地区会寧県・靖遠県、武威地区景泰県を編入。白銀市が成立。(2区3県)
  - 靖遠県の一部が分立し、平川区が発足。
  - 蘭州市皋蘭県の一部が白銀区に編入。

## 経済
2002年のGDPは95億人民元、都市住民の平均年収は6409人民元（+14%）、農村住民の平均年収が1688人民元（+5%）

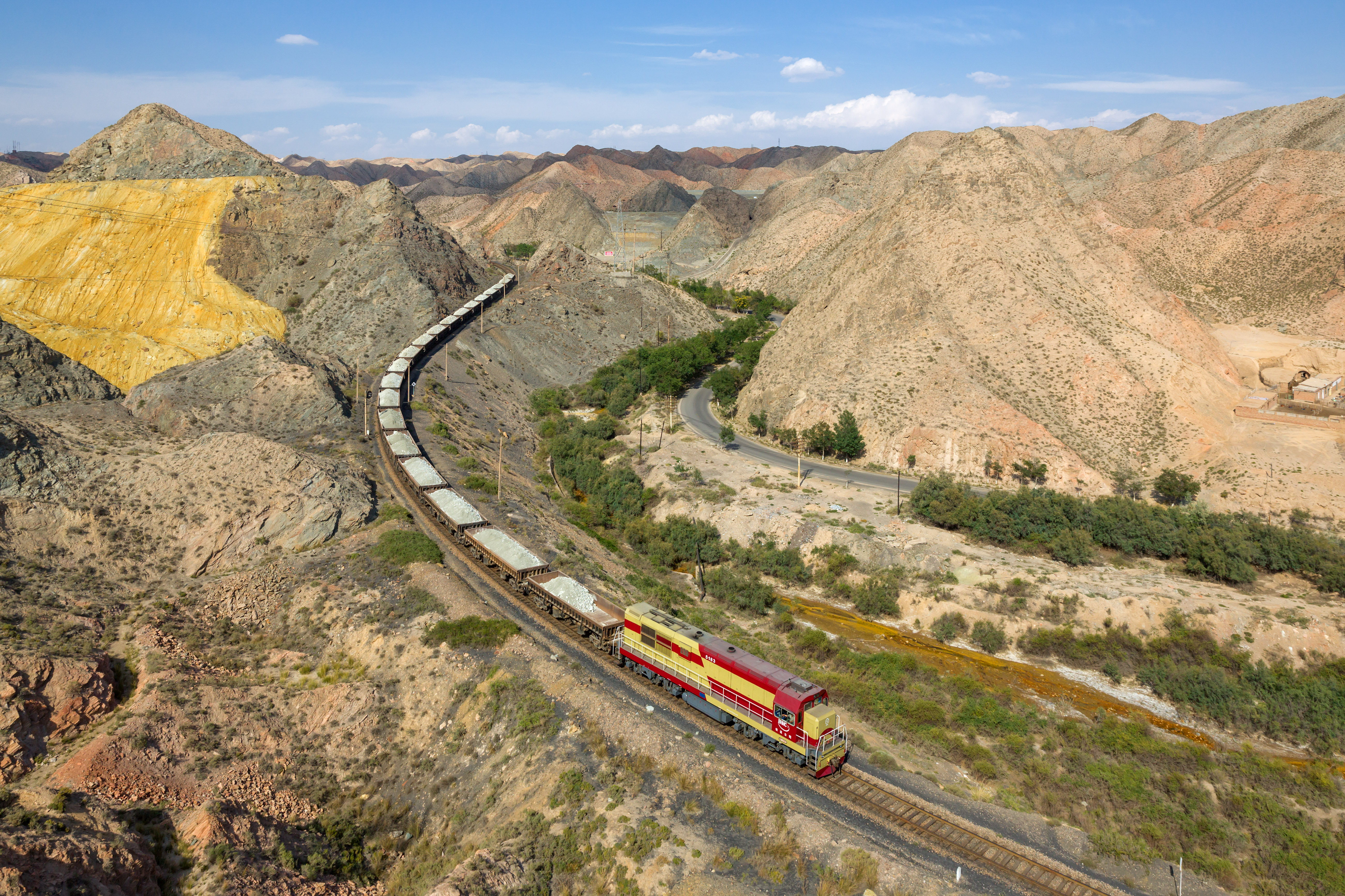
白銀有色集団の亜鉛鉱山を出発する鉱石列車

## インフラ
2つのラジオ局と3つのテレビ局がある。

## 交通

### 鉄道
- 中国国家鉄路集団
  - 銀蘭旅客専用線
  - 包蘭線
  - 紅会線（中国語版）

### 道路
- 高速道路
  -  京蔵高速道路
  -  青蘭高速道路（中国語版）
  -  烏瑪高速道路（中国語版）
  -  定武高速道路（中国語版）
  -  西会高速道路
- 国道
  - G109国道
  - G247国道（中国語版）
  - G309国道
  - G312国道
  - G338国道（中国語版）
  - G341国道（中国語版）

## 観光地
黄河石林が白銀より北へ40kmにある。これは自然の石柱で知られている。